# Virus israélien de la paralysie aiguë
Le virus israélien de la paralysie aiguë, ou virus IAPV (sigle issu de l’anglais Israel acute paralysis virus), est une espèce de virus de la famille des Dicistroviridae qui infecte notamment les abeilles.
En 2007 une vaste étude sur des ruches mortes durant le grave épisode de mortalité apicole aux USA l'a désigné comme étant fortement corrélé aux mortalités. D'autre travaux montrent qu'il affecte le comportement des abeilles et perturbe l'homéostasie. 
Ce virus, découvert en Israël, a été détecté (par RT-PCR) pour la première fois chez des abeilles en France en 2008 à partir d'échantillons d'abeilles prélevés dans des ruchers français ayant connu de lourdes pertes et une forte mortalité l'hiver 2007-2008 (de novembre 2007 à mars 2008).
Cinq des trente-cinq ruchers étudiés, dans deux régions différentes contenaient des abeilles infectées. Une analyse phylogénétique des virus a montré que ces isolats français de IAPV étaient étroitement liées à un cluster comprenant les isolats américains et australiens. Néanmoins, la plupart des isolats américains signalés déjà connus pour être associé à des cas de mortalité de colonies (Colony Collapse Disorder ou CCD) et un isolat d'Israël d'abord isolé en 2004 sur des abeilles mortes ont été inclus dans un autre cluster. L'IAPV n'ayant depuis été détecté que dans seulement 14 % des ruchers touchés, il n'a pas été possible d'établir un lien de causalité entre IAPV et ces pertes hivernales en France.